# Eleazar (nombre)
Eleazar  es un nombre propio  masculino y femenino,  en español. Procede del hebreo אֶלְעָזָר (Elʻāzār) y significa «Dios es mi ayuda». Una variante de este nombre es Eliezer por lo que es muy común confundirlo ya que es un nombre bíblico muy similar, mientras que Lázaro tiene el mismo origen etimológico.

## Origen
Eleazar es el nombre de varios personajes bíblicos:
- Eleazar (hijo de Aarón), segundo Sumo sacerdote de Israel, tercer hijo de Aarón (Éxodo, 6:23) y padre de Fineas (Éxodo, 6:25).
- Eleazar (hijo de Aminadab), guardián del Arca de la Alianza (1 Samuel, 7:1-2).
- Eleazar (hijo de Dodo) (s. X a. C.), guerrero y oficial del rey David (2 Samuel y 1 Crónicas).
- Eleazar (hijo de Fineas), guardián de los vasos sagrados traídos de regreso a Jerusalén después del exilio en Babilonia (Esdras, 8:33).
- Eleazar (hijo de Eliud), mencionado brevemente en la genealogía de Jesús (Mateo 1, 15).
- Eleazar (hijo de Onías), Sumo sacerdote (260–245 a. C.).
- Eleazar (hijo de Matatías) (f. 162 a. C.), cuarto hijo de Matatías, asesinado en la batalla de Bet-Zacarías (1 Macabeos, 6:32-33).
- Eleazar (mártir), judío martirizado por Antíoco IV Epífanes (2 Macabeos, 6:18-31).
- Eleazar (hijo de Ananías), Sumo sacerdote del Sanedrín (16-17 d. C.).

## Santoral
La celebración del santo de Eleazar se corresponde con:
- San Eleazar el Patriarca (Eleazar el sacerdote, El’azar, Eleázaro, Eleázar o Eleasar): 2 de septiembre y 30 de julio (en la Iglesia Apostólica Armenia y la Iglesia Copta); tercer hijo del patriarca Aarón, líder de la teocracia judía, con su hermano Ithamar, fundó la clase sacerdotal israelita.
- San Eleazar de Lyon: 23 de agosto; mártir.
- San Eleazar el Escriba: 1 de agosto; uno de los primeros escribas, varón de edad avanzada, que, en la persecución de Antioco Epifanes, por negarse para salvar su vida a comer carne prohibida, aceptó una muerte antes que una vida despreciable y se adelantó al lugar del suplicio.
- San Eleazar de Sabran (1285-1323) Canonizado en 1369 por Urbano V. Su onomástico se celebra el 27 de septiembre.